# Atlétika a 2015. évi nyári európai ifjúsági olimpiai fesztiválon
A 2015. évi nyári európai ifjúsági olimpiai fesztiválon az atlétikában 36 versenyszámot rendeztek. Az atlétika versenyszámait július 27. és augusztus 1. között rendezték.

## Összesített éremtáblázat
| A 2015. évi nyári európai ifjúsági olimpiai fesztivál összesített éremtáblázata atlétikában | A 2015. évi nyári európai ifjúsági olimpiai fesztivál összesített éremtáblázata atlétikában | A 2015. évi nyári európai ifjúsági olimpiai fesztivál összesített éremtáblázata atlétikában | A 2015. évi nyári európai ifjúsági olimpiai fesztivál összesített éremtáblázata atlétikában | A 2015. évi nyári európai ifjúsági olimpiai fesztivál összesített éremtáblázata atlétikában | Olimpia  |
| ------------------------------------------------------------------------------------------- | ------------------------------------------------------------------------------------------- | ------------------------------------------------------------------------------------------- | ------------------------------------------------------------------------------------------- | ------------------------------------------------------------------------------------------- | -------- |
|                                                                                             | Ország                                                                                      | Arany                                                                                       | Ezüst                                                                                       | Bronz                                                                                       | Összesen |
| 1.                                                                                          | Franciaország                                                                               | 6                                                                                           | 3                                                                                           | 3                                                                                           | 12       |
| 2.                                                                                          | Oroszország                                                                                 | 4                                                                                           | 1                                                                                           | 0                                                                                           | 5        |
| 3.                                                                                          | Ukrajna                                                                                     | 3                                                                                           | 2                                                                                           | 0                                                                                           | 5        |
| 4.                                                                                          | Hollandia                                                                                   | 3                                                                                           | 1                                                                                           | 2                                                                                           | 6        |
| 5.                                                                                          | Finnország                                                                                  | 2                                                                                           | 3                                                                                           | 0                                                                                           | 5        |
|                                                                                             | Románia                                                                                     | 2                                                                                           | 3                                                                                           | 0                                                                                           | 5        |
| 7.                                                                                          | Írország                                                                                    | 2                                                                                           | 2                                                                                           | 1                                                                                           | 5        |
| 8.                                                                                          | Fehéroroszország                                                                            | 2                                                                                           | 0                                                                                           | 3                                                                                           | 5        |
|                                                                                             | Norvégia                                                                                    | 2                                                                                           | 0                                                                                           | 3                                                                                           | 5        |
| 10.                                                                                         | Szerbia                                                                                     | 1                                                                                           | 3                                                                                           | 1                                                                                           | 5        |
| 11.                                                                                         | Spanyolország                                                                               | 1                                                                                           | 2                                                                                           | 2                                                                                           | 5        |
| 12.                                                                                         | Svédország                                                                                  | 1                                                                                           | 2                                                                                           | 0                                                                                           | 3        |
| 13.                                                                                         | Szlovénia                                                                                   | 1                                                                                           | 1                                                                                           | 3                                                                                           | 5        |
| 14.                                                                                         | Olaszország                                                                                 | 1                                                                                           | 0                                                                                           | 3                                                                                           | 4        |
| 15.                                                                                         | Németország                                                                                 | 1                                                                                           | 0                                                                                           | 2                                                                                           | 3        |
| 16.                                                                                         | Ausztria                                                                                    | 1                                                                                           | 0                                                                                           | 1                                                                                           | 2        |
|                                                                                             | Horvátország                                                                                | 1                                                                                           | 0                                                                                           | 1                                                                                           | 2        |
|                                                                                             | Magyarország                                                                                | 1                                                                                           | 0                                                                                           | 1                                                                                           | 2        |
| 19.                                                                                         | Moldova                                                                                     | 1                                                                                           | 0                                                                                           | 0                                                                                           | 1        |
| 20.                                                                                         | Lettország                                                                                  | 0                                                                                           | 3                                                                                           | 0                                                                                           | 3        |
| 21.                                                                                         | Belgium                                                                                     | 0                                                                                           | 2                                                                                           | 2                                                                                           | 4        |
| 22.                                                                                         | Csehország                                                                                  | 0                                                                                           | 2                                                                                           | 1                                                                                           | 3        |
|                                                                                             | Törökország                                                                                 | 0                                                                                           | 2                                                                                           | 1                                                                                           | 3        |
| 24.                                                                                         | Lengyelország                                                                               | 0                                                                                           | 1                                                                                           | 3                                                                                           | 4        |
| 25.                                                                                         | Bulgária                                                                                    | 0                                                                                           | 1                                                                                           | 0                                                                                           | 1        |
|                                                                                             | Ciprus                                                                                      | 0                                                                                           | 1                                                                                           | 0                                                                                           | 1        |
|                                                                                             | Izrael                                                                                      | 0                                                                                           | 1                                                                                           | 0                                                                                           | 1        |
|                                                                                             | Svájc                                                                                       | 0                                                                                           | 1                                                                                           | 0                                                                                           | 1        |
| 29.                                                                                         | Görögország                                                                                 | 0                                                                                           | 0                                                                                           | 1                                                                                           | 1        |
|                                                                                             | Szlovákia                                                                                   | 0                                                                                           | 0                                                                                           | 1                                                                                           | 1        |
|                                                                                             |                                                                                             |                                                                                             |                                                                                             |                                                                                             |          |
| Összesen                                                                                    | Összesen                                                                                    | 36                                                                                          | 37                                                                                          | 35                                                                                          | 108      |

## Férfi
| A 2015. évi nyári európai ifjúsági olimpiai fesztivál férfi érmesei atlétikában |                                                                                   |            | |          |                                                                       |          |
| Versenyszám                                                                     | Arany                                                                             | Arany      | Ezüst                                                                                                   | Ezüst    | Bronz                                                                 | Bronz    |
| 100 m síkfutás                                                                  | Henrik Roger Larsson · Svédország                                                 | 10,72 SB   | Lauri Tuomilehto · Finnország                                                                           | 10,82    | Pol Retamal Avila · Spanyolország                                     | 10,92    |
| 200 m síkfutás                                                                  | Florian Barbier · Franciaország                                                   | 21,52      | Matej Krsek · Csehország                                                                                | 21,90 PB | Bryan Pronk · Hollandia                                               | 21,93    |
| 400 m síkfutás                                                                  | Ihar Zubko · Fehéroroszország                                                     | 47,44 SB   | Mahsum Korkmaz · Törökország                                                                            | 48,51    | Gregor Grahovac · Szlovénia                                           | 48,56    |
| 800 m síkfutás                                                                  | Marino Bloudek · Horvátország                                                     | 1:53,76 PB | Eliott Crestan · Belgium                                                                                | 1:54,02  | Javier Miron Caro · Spanyolország                                     | 1:54,92  |
| 1500 m síkfutás                                                                 | Kevin McGrath · Írország                                                          | 4:01,11    | Elzan Bibic · Szerbia                                                                                   | 4:01,62  | Pierre Proust · Franciaország                                         | 4:02.35  |
| 3000 m síkfutás                                                                 | Elzan Bibic · Szerbia                                                             | 8:50,10    | Nurkan Dagtekin · Törökország                                                                           | 8:54,91  | Tindaro Lisa · Olaszország                                            | 8:56.65  |
| 2000 m akadályfutás                                                             | Stefan Schmid · Ausztria                                                          | 6:10,3     | Matevz Cimermancic · Szlovénia                                                                          | 6:13,6   | Timothee Mischler · Franciaország                                     | 6:15,1   |
| 110 m gátfutás (91.4 cm)                                                        | Julian Andrianavalona · Franciaország                                             | 13,84      | Luis Salort Asensio · Spanyolország                                                                     | 13,85    | Christian Faidiga · Olaszország                                       | 14,11    |
| 400 m gátfutás (84.0 cm)                                                        | Aleix Salvador Porras Cantons · Spanyolország                                     | 52,52      | Tuur Victor Bras · Belgium                                                                              | 53,63 PB | Marc-Antoine Saban · Franciaország                                    | 53,82    |
| 4 x 100 m váltófutás                                                            | Franciaország · Luc Bertrand · Simon Boypa · Marc-Antoine Saban · Florian Barbier | 42,11      | Spanyolország · Luis Salort Asensio · Alejandro Peiro Peris · Jesus Gomez Villadiego · Po Retamal Avila | 42,46    | Szlovákia · Adrian Baran · Jakub Benda · Simon Rigasz · Marcel Zilavy | 44,29    |
| Magasugrás                                                                      | Dmytro Nikitin · Ukrajna                                                          | 2,12       | Ryan Carthy Walsh · Írország                                                                            | 2,09     | Antonios Merlos · Görögország                                         | 2,06     |
| Rúdugrás                                                                        | Bo Kanda Lita Baehre · Németország                                                | 4,92       | Taras Shevtsov · Ukrajna                                                                                | 4,60     | Riccardo Klotz · Ausztria                                             | 4,60 =PB |
| Távolugrás                                                                      | Enzo Hodebar · Franciaország                                                      | 7,32       | Bogdan Ioan Sitoianu · Románia                                                                          | 6,89     | Uladzislau Bulakhau · Fehéroroszország                                | 6,88     |
| Hármasugrás                                                                     | Enzo Hodebar · Franciaország                                                      | 15,24      | Razvan Cristian Grecu · Románia                                                                         | 15,03 PB | Andrea Dallavalle · Olaszország                                       | 14,74    |
| Súlylökés (5 kg)                                                                | Arttu Korkeasalo · Finnország                                                     | 18,98 SB   | Ariel Atias · Izrael                                                                                    | 17,67    | Vadzim Charnyshou · Fehéroroszország                                  | 17,60 SB |
| Diszkoszvetés (1.500 kg)                                                        | Aranyi Ferenc · Magyarország                                                      | 57,45 PB   | Giorgos Koniarakis · Ciprus                                                                             | 56,13    | Kornel Kacper Warszawski · Lengyelország                              | 51,43    |
| Kalapácsvetés (5 kg)                                                            | Mykhailo Havryliuk · Ukrajna                                                      | 75,20      | Mihaita Andrei Micu · Románia                                                                           | 70,18    | Dzmitry Baraukou · Fehéroroszország                                   | 68,05    |
| Gerelyhajítás (700 g)                                                           | Ilia Tuzov · Oroszország                                                          | 69,67      | Matiss Velps · Lettország                                                                               | 66,21    | Bartul Zemunik · Horvátország                                         | 65,32    |

## Női
| A 2015. évi nyári európai ifjúsági olimpiai fesztivál női érmesei atlétikában |                                                                                             |          |                                                                              |            |                                                                              |            |
| Versenyszám                                                                   | Arany                                                                                       | Arany    | Ezüst                                                                        | Ezüst      | Bronz                                                                        | Bronz      |
| 100 m síkfutás                                                                | Ciara Neville · Írország                                                                    | 12,01    | Klaudia Natalia Adamek · Lengyelország                                       | 12,16      | Ingvild Meinseth · Norvégia                                                  | 12,17      |
| 200 m síkfutás                                                                | Marine Mignon · Franciaország                                                               | 24,07    | Gina Nkechi Akpe-Moses · Írország · Anna Kerbachova PB · Csehország          | 24,49      |                                                                              |            |
| 400 m síkfutás                                                                | Miklós Andrea · Románia                                                                     | 53,68 PB | Yasmin Giger · Svájc                                                         | 55,02 PB   | Katarina Sekulić · Szerbia                                                   | 55,09      |
| 800 m síkfutás                                                                | Malin Edland · Norvégia                                                                     | 2:07,43  | Lilyana Georgieva · Bulgária                                                 | 2:07,89 PB | Adrianna Daria Czapla · Lengyelország                                        | 2:08,84 PB |
| 1500 m síkfutás                                                               | Merel van der Marel · Hollandia                                                             | 4:33,98  | Tamara Mićević · Szerbia                                                     | 4:34,35    | Beata Anna Topka · Lengyelország                                             | 4:35,33    |
| 3000 m síkfutás                                                               | Diane van Es · Hollandia                                                                    | 9:58,49  | Tamara Mićević · Szerbia                                                     | 9:59,07    | Justine Norbert Tinck · Belgium                                              | 9:59,81    |
| 2000 m akadályfutás                                                           | Jasmijn Bakker · Hollandia                                                                  | 6:48,80  | Anastasiia Makhrova · Oroszország                                            | 6:50,39    | Pavuk Tira · Magyarország                                                    | 6:52,59 PB |
| 100 m gátfutás (76.2 cm)                                                      | Kristina Kleshcheva · Oroszország                                                           | 13,75 PB | Paula Sprudzane · Lettország                                                 | 13,75 SB   | Nika Glojnaric · Szlovénia                                                   | 13,84      |
| 400 m gátfutás (76.2 cm)                                                      | Viivi Lehikoinen · Finnország                                                               | 57,74 CR | Iman Jean · Franciaország                                                    | 1:00,57    | Marie Skjaeggestad · Norvégia                                                | 1:01,06    |
| 4 x 100 m váltófutás                                                          | Norvégia · Live Haugstad Hilton · Ida Eikeng · Tonje Fjellet Kristiansen · Ingvild Meinseth | 46,54    | Franciaország · Whitney Tie · Sacha Alessandrini · Iman Jean · Marine Mignon | 46,67      | Belgium · Celine Gautier · Laures Bauwens · Hanne Vancamp · Hanne Lena Claus | 46,78      |
| Magasugrás                                                                    | Ekaterina Prikhodkova · Oroszország                                                         | 1,80     | Maja Helena Nilsson · Svédország                                             | 1,80       | Sommer Lecky · Írország                                                      | 1,80       |
| Rúdugrás                                                                      | Elizaveta Bondarenko · Oroszország                                                          | 4,20 CR  | Lisa Ulrika Gunnarsson · Svédország                                          | 4,15       | Amalie Svabikova · Csehország                                                | 3,90       |
| Távolugrás                                                                    | Maja Bedrac · Szlovénia                                                                     | 6,01     | Klinta Blusina · Lettország                                                  | 5,93 SB    | Antonia Kohl · Németország                                                   | 5,91       |
| Hármasugrás                                                                   | Georgiana Iuliana Anitei · Románia                                                          | 13,50    | Sonia Da Konseisao Kussekala · Ukrajna                                       | 13,30 PB   | Eva Pepelnak · Szlovénia                                                     | 12,87      |
| Súlylökés (4 kg)                                                              | Marharyta Lukashenko · Ukrajna                                                              | 16,30 SB | Jessica Schilder · Hollandia                                                 | 16,05 PB   | Emely Gross · Németország                                                    | 16,00      |
| Diszkoszvetés (1 kg)                                                          | Alexandra Emilianov · Moldova                                                               | 51,93 PB | Helena Leveelahti · Finnország                                               | 48,06      | Dara Obot · Hollandia                                                        | 46,30      |
| Kalapácsvetés (4 kg)                                                          | Tatsiana Ramanovich · Fehéroroszország                                                      | 65,95 SB | Kiira Väänänen · Finnország                                                  | 64,24      | Dunya Ezgi Sayan · Törökország                                               | 61,61      |
| Gerelyhajítás (600 g)                                                         | Carolina Visca · Olaszország                                                                | 60,09 CR | Jona Aigouy · Franciaország                                                  | 54,70      | Arianne Duarte Morais · Norvégia                                             | 52,64      |